# Carlos Verona
Carlos Verona Quintanilla (San Lorenzo de El Escorial, 4 de novembro de 1992) é um ciclista espanhol. Atualmente, compete para a equipe Etixx-Quick Step.